# 870年代
870年代（はっぴゃくななじゅうねんだい）は、西暦（ユリウス暦）870年から879年までの10年間を指す十年紀。

## できごと

### 870年
- メルセン条約により中部フランクが東西に2分割される。

### 871年
- アルフレッドがイングランド王となる（- 899年）。
- 871年頃 - アイスランドの植民始まる

### 875年
- 唐で黄巣の乱が起こる。（- 884年）
- 中央アジア最初のイラン系イスラム王朝であるサーマーン朝が興る。

### 876年
- 清和天皇が譲位し、第57代陽成天皇が即位。

### 877年
- トゥルーン朝がシリアを併合

### 878年
- イングランド王アルフレッドがヴァイキングのデーン人の侵入を撃退。
- 藤原保則が陸奥の蝦夷平定に出発。